# Calag Carrosserie Langenthal
Die Calag Carrosserie Langenthal AG ist ein Schweizer Unternehmen für Karosserieaufbauten, Fahrzeugbau und -reparatur mit Sitz in Langenthal. Im Jahr 1888 als Carrosserie Langenthal gegründet, wurde das Unternehmen für den Aufbau von individuellen PW-Karosserien auf Fahrgestellen bekannt.

## Geschichte
Die Geschichte von Calag Carrosserie Langenthal beginnt im Jahr 1888 mit der Gründung der Wagnerwerkstatt durch Fritz Grogg in Langenthal, wobei er ein Haus mit einer Wagnerwerkstatt an der Spitalgasse errichtete. Im Jahr 1914 trat der Sohn Fritz Grogg jun. in das väterliche Geschäft ein. Während des Ersten Weltkriegs stellte das Unternehmen Feldtragbare, Gewehrschäfte aus Nussbaumholz für die Waffenfabrik sowie Fleischblöcke aus Eschenholz für amerikanische Feldküchen her. Außerdem wurden die ersten Aufbauten auf Automobil-Fahrgestellen gefertigt. Im selben Jahr übergab der Firmengründer, Fritz Grogg, das Unternehmen an seinen Sohn, verstarb jedoch unerwartet.
1926 erfolgte die Umwandlung der Einzelfirma in eine Kollektivgesellschaft, bei der Robert Sommer-Grogg (Kaufmann) und Ernst Grogg (Schlossermeister und Absolvent der Wagenbauschule Hamburg) als aktive Partner eintraten. Die Firmenbezeichnung änderte sich zunächst in „Grogg & Co.“, später in „Grogg, Sommer & Cie.“. 1929 wurde die Gesellschaft in eine Familien-Aktiengesellschaft umgewandelt und firmierte fortan als Carrosserie Langenthal AG.
In den Jahren 1930/31 führte die Schweizer Regierung aufgrund der allgemeinen Arbeitslosigkeit erhebliche Zollvergünstigungen für in der Schweiz aufgebaute Automobil-Chassis ein, was dem einheimischen Carrosseriegewerbe einen Auftrieb verschaffte. Besonders bekannt wurde Langenthal für das sogenannte „Langenthaler Cabriolet“. 1937 ersetzte das Unternehmen das klassische Carrosserie-Gerippe aus Eschenholz durch Leichtstahl oder Leichtmetall. Der Zweite Weltkrieg unterbrach jedoch die Produktion drastisch. Um die Firma aufrechtzuerhalten, wurden Ersatztreibstoff-Anlagen (Holzgas) sowie Umrüstungen auf Elektro-Traktion für Fahrzeuge durchgeführt. Nach dem Krieg trugen Militäraufträge und die Reparatur sowie Konstruktion von Eisenbahnwagenkästen zur Beschäftigung bei.
Im Jahr 1942 musste die Produktion von Cabriolets aufgrund der ausländischen Konkurrenz eingestellt werden. Die entstandene Lücke wurde durch die Herstellung von Car-Carrosserien und Reparaturen geschlossen. In diesem Jahr begann auch die Zusammenarbeit mit Martin Nencki, die zur Fertigung und Montage der Nencki-Kipper für Lastwagen und Anhänger führte. 1970 erweiterte das Unternehmen seine Aktivitäten um den Bau von hydraulisch kippbaren Lastwagenbrücken. Zudem übernahm Calag die Generalleitung für Großaufträge und die Generalvertretung für Drögmöller-Car-Ersatzteile. Im gleichen Jahr gingen die Aktien an die Nencki AG und die Geschäftsleitung an Sepp Käppeli über.
Ab 1993 wurde die Reisebus-Service-Abteilung weiter ausgebaut. 2002 kam es zu einem teilweisen Abbruch der Halle 1 aufgrund des Tagbaus für die Bahn 2000. Gleichzeitig wurde eine neue Reparaturhalle mit einer Fläche von 1310 m², davon 800 m² unterkellert (Tunnelhalle), errichtet. Im Jahr 2004 übernahm die Calag Carrosserie Langenthal AG die Firma und Kurt Späti wurde neuer Geschäftsleiter. 
2010/11 wurde ein Neubau an der Chasseralstrasse mit einer Nutzfläche von 12.610 m² fertiggestellt und das Unternehmen zog im Dezember in die neue Liegenschaft. Calag erwarb 2015 die Berner Carrosserie Gangloff AG und übernahm damit die Vertretung von CHEREAU-Kühlfahrzeugen in der Schweiz. Im Jahr 2018 erweiterte das Unternehmen sein Portfolio um den Bau und Unterhalt von Luftseilbahnen, Standseilbahnen und Spezialkabinen, nachdem es diese Sparte von der Gangloff Cabins AG übernommen hatte. 
2022 übergab Kurt Späti die Geschäftsleitung an seinen Sohn Michael Späti.

## Produkte
Bereits in den 1940er Jahren wurde mit dem Aufbau von Kipplastern, primär für den landwirtschaftlichen Gebrauch, begonnen. Heute ist die Firma Calag Carrosserie Langenthal AG in den Bereichen Fahrzeugbau, Kabinenbau, Karosserie, Reparatur & Service, Lackierung und Beschriftung tätig.